# Rio Palala
Rio Palala é um rio da África do Sul.